# NGC 1759
NGC 1759 (другие обозначения — ESO 305-1, MCG −6-12-2, AM 0459-384, PGC 16547) — эллиптическая галактика (E) в созвездии Резца. Открыта Джоном Гершелем в 1837 году. Описание Дрейера: «очень тусклый, довольно крупный объект, немного более яркий в середине». В 2010 году в галактике вспыхнула сверхновая, её пиковая видимая звёздная величина составила 16,8m.
В галактике NGC 1759 учёные из Университета Северной Каролины в Чапел-Хилл в рамках проекта CHASE открыли видимую сверхновую (звёздной величиной около 16,8 ± 0,5) на изображении, сделанном с помощью 0,41-метрового телескопа PROMPT 1 в Серро-Тололо.
Этот объект входит в число перечисленных в оригинальной редакции «Нового общего каталога».